# Kelatterapi

Metall-EDTA-kelat.

Kelatterapi använder kelatbildande ämnen, "kelatorer", för att få bort skadliga tungmetaller ur kroppens organ och vävnader genom att kelatbildarna binder till tungmetallerna. Det bildade kelatkomplexet utsöndras sedan genom urinen. Kelatorn kan tillföras på olika sätt såsom peroralt eller intravenöst.
Användningsområde är till exempel behandling vid akut järnförgiftning eller blyförgiftning.

## Alternativmedicin
Kelatterapi är även en kontroversiell och potentiellt riskfylld behandlingsmetod inom alternativmedicin vid bland annat autism.